# Staatsbank
Een staatsbank is een bank die door de overheid als staatsbedrijf wordt geëxploiteerd. De eerste staatsbank, de Casa delle compere e dei banchi di San Giorgio, werd opgericht in 1407 te Italië.

## Benelux
- België: Belfius
- Nederland: Banken die waren genationaliseerd tijdens de kredietcrisis, en werden aangeduid als "staatsbank", zijn systeembanken Fortis,[2][3] ABN-AMRO,[4][5] en SNS REAAL.[6][7]

In haar programma van 2017 bepleitte de Nederlandse politieke partij 50PLUS de oprichting van een staatsbank.

## Buiten de Benelux
- Brazilië: Banestes en Caixa Econômica Federal
- China: De vijf grote staatsbanken zijn ICBC, BOC, CCB, ABC, en BoCom.
- Italië: Cassa Depositi e Prestiti
- Sovjet-Unie: (voormalige) Gosbank
- Turkije: Halkbank